# MTV Home
MTV Home war eine Fernsehsendung, die vom 12. Juni 2009 bis zum 10. März 2011 jeden Freitag auf MTV gesendet wurde. Sie wurde von Klaas Heufer-Umlauf und Joko Winterscheidt moderiert, besser bekannt als das Duo Joko und Klaas. Dabei handelte es sich um die erste gemeinsame Sendung des Moderatorenduos, nachdem Heufer-Umlauf von VIVA zu MTV gewechselt war. Ab Januar 2011 wurde MTV Home auch freitags um 21:15 Uhr auf VIVA ausgestrahlt, weil MTV nur noch im Pay-TV empfangbar war.
Als Nachfolgesendung von MTV Home lief von Oktober 2011 bis Januar 2013 das auf ähnlichem Prinzip basierende neoParadise wöchentlich auf ZDFneo. Anschließend startete die Sendung Circus HalliGalli auf ProSieben, die neoParadise aufgrund eines Exklusivvertrages zwischen Joko und Klaas mit ProSieben beendete und die von den Themen und der Aufmachung her noch stärker der ursprünglichen Sendung MTV Home ähnelte.
Seit September 2021 wiederholt MTV die Show immer dienstags mit mehreren Folgen am Stück in der späten Prime Time.

## Showaufbau
Zunächst läuteten die Moderatoren Joko Winterscheidt und Klaas Heufer-Umlauf die Show ein. Dabei traten die Moderatoren in die Kulisse und begrüßten sich gegenseitig und parodieren den jeweils anderen, beispielsweise machte Heufer-Umlauf sich einmal über Winterscheidts Auftritt als Testimonial in einer bundesweit ausgestrahlten Werbung lustig. Dieser Schlagabtausch dauerte allerdings nicht sehr lange. Im Laufe der Sendung stießen immer wieder prominente Gäste hinzu, die sich den Fragen der beiden Moderatoren stellten. Die Show wurde nicht nur von Winterscheidt und Heufer-Umlauf moderiert, sondern auch teilweise von ihrer Kollegin Palina Rojinski ergänzt, die sich in der Sendung aber eher zurückzog und quasi die Rolle eines Sidekicks annahm.
Neben der reinen Show-Moderation basierte die Sendung auch auf Einspielern, in denen vor allem die scheinbare Rivalität zwischen den beiden Moderatoren in diversen Aktionen thematisiert wurde.

## Studio
Das Studio wurde schlicht gehalten und sollte eine WG darstellen, in der Winterscheidt, Heufer-Umlauf und Rojinski wohnen.
Die Show fand (außer in der letzten Folge) ohne Publikum statt und wurde in der Fernsehwerft in Berlin aufgezeichnet.

## Feste Rubriken und Elemente der Sendung
- Zuschauer-Cribs: Normale Bürger wurden spät nachts von Joko und einem Kameramann in ihrer eigenen Wohnung beim Schlafen überrascht. Den Schlüssel bekam Winterscheidt von Freunden des Bewohners. Der Überraschte durfte dann, falls er wollte, seine Wohnung wie beim amerikanischen Pendant MTV Cribs vorstellen.

- Interviews: Meist mit Schauspielern oder Sängern, die gerade einen neuen Film bzw. Album vorstellten und promoteten. (Außendreh)

- Interview in der Kiste: Einige Gäste, die nicht ins Studio kamen oder in Außendrehs interviewt wurden, kamen in die Kiste und wurden dort interviewt. Die Kiste stand vermeintlich auch im Studio, dem war aber nicht so. Diese Interviews waren nur kurz und nicht sehr ausführlich.

- House-Band: In jeder Sendung gab es eine neue ‚Band‘ (House-‚Band‘), die hinter einem Vorhang auf ihren Einsatz wartete, aus „normalen“ Leuten bestand und Playback spielte. Die Bands „spielten“, um die Werbepausen in die Aufzeichnung einordnen zu können. Bei der Ausstrahlung erschien es dann, als ob sie immer vor und nach einer Werbeunterbrechung spielen.

- Musik-Performances: In fast jeder Sendung traten neben der House-Band richtige Bands auf. Diese spielten dann meist an dem Platz, an dem normalerweise Klaas Schreibtisch stand. Zum ersten Mal trat am 17. Dezember 2010 ein Chor (Scala) auf, und es wurde erstmals klassische Musik gespielt.

- Wenn ich du wäre: Ein „Rivalenkampf“:; Joko und Klaas „tauschten“ ihre Persönlichkeit und mussten abwechselnd all das machen, was ihr Gegner sagte. Ziel war es, die Aufgabe so zu gestalten, dass der andere sich weigert sie auszuführen. Es gab auch die Versionen Spontan-Wenn ich du wäre, Wenn ich du wäre XXL und ein Wenn ich du wäre bei Rock am Ring 2010, wo Klaas den Song Angels von Robbie Williams vor mehr als 90.000 Zuschauern singen musste.

- Aushalten: Ebenfalls ein „Rivalenkampf“. Hierbei geht es darum, schmerzhafte Dinge möglichst lange auszuhalten, zum Beispiel möglichst lang fast unbekleidet in der Kälte zu stehen. Wer das Geforderte nicht mehr erträgt, verliert.

- 99 Dinge, die ein Mann in seinem Leben getan haben sollte – mit Palina Rojinski: 99 Dinge war die einzige feste Rubrik von Palina Rojinski, in der sie Aufgaben, die von Klaas und Joko verfasst wurden, ausführen musste. Die Aufgaben repräsentierten immer typische Männeraktivitäten, wie z. B. einen Furz anzünden oder Gegenstände zerstören.

- Zusätzliche Aktionen die nicht regelmäßig durchgeführt wurden:
  - Die A-Team-Prüfung
  - Schellenschach(-Aushalten)
  - Gute Tat
  - Ich; ich; ich
  - Mini-Masters
  - Freiwillig asoziales Jahr
  - Gemeinsam Dumm
  - Porno-Ping-Pong
  - Dem Trend hinterher laufen

## Zusammenfassung der einzelnen Folgen
| Folge | Erstausstrahlung   | Gäste | Sonstiges                                                                                          |
| ----- | ------------------ | --- | -------------------------------------------------------------------------------------------------- |
| 1.    | 12. Juni 2009      | Mando Diao, Frauenarzt und Manny Marc, Juleska Vonhagen                                                                           | Interview mit Farid                                                                                |
| 2.    | 19. Juni 2009      | Jürgen Vogel, Daniel Merriweather                                                                                                 | |
| 3.    | 26. Juni 2009      | Jennifer Rostock, Silbermond | |
| 4.    | 3. Juli 2009       | Monrose, Serdar Somuncu | Interview mit Will Ferrell und John C. Reilly, MC Joko feat. K.I.Z – Nicht anfassen                |
| 5.    | 10. Juli 2009      | Jared Hasselhoff, Mimi und Pinar, K.I.Z                                                                                           | Interview mit Snoop Dogg                                                                           |
| 6.    | 17. Juli 2009      | Simon Gosejohann, Doreen Seidel, Milow                                                                                            | Strip-Paint-Ball                                                                                   |
| 7.    | 24. Juli 2009      | Dellé, Annemarie Eilfeld, Welf Haeger, Samy Deluxe                                                                                | Interview mit K.I.Z                                                                                |
| 8.    | 31. Juli 2009      | Mina Tander, Dúné, Bösen Mädchen                                                                                                  | Porno-Ping-Pong und Interview mit Quentin Tarantino                                                |
| 9.    | 7. August 2009     | Jana Pallaske, Jasmin Lord, Karpatenhund, Jupiter Jones                                                                           | |
| 10.   | 14. August 2009    | Sascha Lobo, Jan Delay | |
| 11.   | 21. August 2009    | Rey Mysterio, Mark Benecke, Tony Hawk                                                                                             | Von der Gamescom 2009 in Köln                                                                      |
| 12.   | 28. August 2009    | Kitty Kat, Franziska Drohsel, Steffen Vollert, Sergej Geier                                                                       | |
| 13.   | 4. September 2009  | Otto Fricke, Michael Winslow, Sean Paul                                                                                           | Interview mit Adam Sandler                                                                         |
| 14.   | 11. September 2009 | Sportfreunde Stiller, Philipp Mißfelder, Auletta                                                                                  | Interview mit Kid Cudi und Denzel Washington                                                       |
| 15.   | 18. September 2009 | Miss Platnum, Marcus Prinz von Anhalt, Omid Nouripour, Jan Korte                                                                  | |
| 16.   | 25. September 2009 | Silbermond, Tom Smith | |
| 17.   | 2. Oktober 2009    | Tokio Hotel, Scooter, Dizzee Rascal                                                                                               | |
| 18.   | 9. Oktober 2009    | Mario Barth, Xavier Naidoo, Rudolf Schenker                                                                                       | |
| 19.   | 16. Oktober 2009   | Alexander Marcus, Bela B., Sido                                                                                                   | |
| 20.   | 23. Oktober 2009   | Stephan Scheler und Manuel Grebing, Virginia Jetzt!, Vivian Schmitt                                                               | Wenn ich du wäre … auf der Porno-Messe                                                             |
| 21.   | 30. Oktober 2009   | Sido, Rolf Scheider, Mousse T.,                                                                                                   | |
| 22.   | 6. November 2009   | Ulrich Meyer | MC Klaasenhausen & Friends – My Name Is (gar nicht) Joko                                           |
| 23.   | 13. November 2009  | Jürgen Drews, Rolf Eden, Lil Cheng                                                                                                | Bobby-Car-Todes-Racing                                                                             |
| 24.   | 20. November 2009  | Newton Faulkner | MTV Home Racing-Challenge                                                                          |
| 25.   | 27. November 2009  | Matthias Schweighöfer, Gisbert zu Knyphausen, Tony Hawk                                                                           | Verschiedene Trailer zu Zweiohrküken                                                               |
| 26.   | 4. Dezember 2009   | Shakira, Pete Doherty, Oliver Wnuk, Sido                                                                                          | |
| 27.   | 11. Dezember 2009  | Daniel Brühl, Natascha Sagorski                                                                                                   | |
| 28.   | 18. Dezember 2009  | Arthur Abraham, Hans-Ulrich Pönack, Menderes                                                                                      | |
| 29.   | 31. Dezember 2009  | Monrose, Alexander Marcus, Serdar Somuncu, Welf Haeger                                                                            | Silvester-Special: Best-of-Episode                                                                 |
| 30.   | 15. Januar 2010    | Alexander Fehling, Max Riemelt, Claudia Eisinger, Jennifer Rostock, John Randall Hennigan, Vivian Schmitt, Jimi Blue Ochsenknecht | Titten-Memory-Duell                                                                                |
| 31.   | 22. Januar 2010    | Thomas Sonnenburg, Get Well Soon                                                                                                  | Nahezu nackt im Schnee Frühstücken mit Unterstützung von Matthias Schweighöfer und Friedrich Mücke |
| 32.   | 29. Januar 2010    | Daniela Katzenberger, Dirk von Zitzewitz, Band of the Week                                                                        | Paranormal Activity und Hartz IV à la MTV Home                                                     |
| 33.   | 5. Februar 2010    | Detlev Buck, David Kross, Kesha                                                                                                   | Fettes Brot mit neuem Video Jein 2010                                                              |
| 34.   | 12. Februar 2010   | Monica Ivancan, Heinz Strunk, Ville Valo                                                                                          | |
| 35.   | 19. Februar 2010   | Jan Delay, DJ BoBo, Friska Viljor und Martin Gottschild                                                                           | Maskottchen-Catchen                                                                                |
| 36.   | 26. Februar 2010   | Michael Mittermeier, Sandra Naujoks, Die Atzen (Frauenarzt und Manny Marc)                                                        | MTV Home Cribs bei Manny Marc                                                                      |
| 37.   | 5. März 2010       | Detlef Soost, Marit Larsen, Rüdiger Nehberg                                                                                       | |
| 38.   | 12. März 2010      | Peter Maffay, Fettes Brot, Eight Legs                                                                                             | MTV Home Filmfestival                                                                              |
| 39.   | 19. März 2010      | Lena Meyer-Landrut, Janine Habeck, Kool Savas, Christian Ulmen                                                                    | Joko spricht mit Klaas’ Mutter                                                                     |
| 40.   | 26. März 2010      | Claudia Effenberg, Uwe Boll, Donots                                                                                               | Klaas tritt im Quatsch Comedy Club auf                                                             |
| 41.   | 2. April 2010      | Sido, Jürgen Fliege, Gospelchor                                                                                                   | Joko und Klaas spielen Jesu Kreuzigung nach                                                        |
| 42.   | 9. April 2010      | Peyman Amin, Joscha Sauer, Katharina Saalfrank                                                                                    | |
| 43.   | 16. April 2010     | Harry S. Morgan, Sido, Bakkushan                                                                                                  | |
| 44.   | 23. April 2010     | Simon Krätschmer, Daniel Budiman, Madsen                                                                                          | |
| 45.   | 30. April 2010     | Florian Kringe, Florian David Fitz, The Magic Numbers                                                                             | |
| 46.   | 7. Mai 2010        | Tim Mälzer, Micky Beisenherz, Joshua Radin                                                                                        | Premiere von 99 Dinge, die ein Mann getan haben sollte                                             |
| 47.   | 14. Mai 2010       | Sebastian Steudtner, Niels Ruf, Amy Macdonald                                                                                     | |
| 48.   | 20. Mai 2010       | Sido, Johnossi | Spezial-Sendung zum MTV Unplugged von Sido                                                         |
| 49.   | 28. Mai 2010       | Udo Walz, Christian Audigier, Kate Nash                                                                                           | |
| 50.   | 4. Juni 2010       | Slash, Nora Tschirner, Ellie Goulding                                                                                             | Rock am Ring 2010-Sondersendung                                                                    |
| 51.   | 11. Juni 2010      | Jürgen Milski, Monrose, Michael Wigge                                                                                             | Jubiläumsgala                                                                                      |
| 52.   | 18. Juni 2010      | Dirk Bach, Jan-Henrik Maria Scheper-Stuke, Bonaparte                                                                              | |
| 53.   | 25. Juni 2010      | Jörg Stuttmann, Josef Wilfling, Bodi Bill                                                                                         | |
| 54.   | 2. Juli 2010       | K.I.Z, Jan Böhmermann, Robert Francis                                                                                             | |
| 55.   | 9. Juli 2010       | Ozzy Osbourne, Markus Kavka, The Cinematics                                                                                       | |
| 56.   | 16. Juli 2010      | Tony Hawk, Darwin Deez, Marie Sommer                                                                                              | |
| 57.   | 23. Juli 2010      | Rainer Schaller, Plan B, Botox-Boys                                                                                               | Joko und Klaas in der A-Team-Ausbildung                                                            |
| 58.   | 30. Juli 2010      | Simon Gosejohann, Harald Glööckler, Danko Jones                                                                                   | Joko war im Studio nicht anwesend                                                                  |
| 59.   | 6. August 2010     | Jason Statham, Olli Schulz, Apocalyptica                                                                                          | Joko kommt zurück                                                                                  |
| 60.   | 13. August 2010    | Ina Müller, Sharlto Copley, Quinton Jackson, Marteria                                                                             | |
| 61.   | 20. August 2010    | Reiner Calmund, Simon Krätschmer, Daniel Budiman, Daniela Katzenberger, F.R.                                                      | Live-Aufzeichnung von der Gamescom                                                                 |
| 62.   | 10. September 2010 | Wir sind Helden, Jörg Nießen, Eels                                                                                                | Start der Aktion Gemeihnsam Dumm                                                                   |
| 63.   | 17. September 2010 | David Hasselhoff, Christiane Stenger, Luc Besson, Louise Bourgoin, Laserkraft 3D, Carpark North                                   | |
| 64.   | 24. September 2010 | Sido, Benjamin von Stuckrad-Barre, Kraftklub                                                                                      | |
| 65.   | 1. Oktober 2010    | Nina Hagen, Buddy Ogün, Alfredo Pauly                                                                                             | |
| 66.   | 8. Oktober 2010    | Usher, Arno Dübel, Lucky Diamond Rich, Martin & James                                                                             | |
| 67.   | 15. Oktober 2010   | Tommy Hilfiger, Alexander Fehling & Moritz Bleibtreu, Harris und Oliver Koletzki ft. Fran                                         | |
| 68.   | 22. Oktober 2010   | Mareile Kurtz, Stefan Kretzschmar, Stone Sour                                                                                     | Wenn ich du wäre … auf der Porno-Messe (Teil 2)                                                    |
| 69.   | 29. Oktober 2010   | Jeff Tremaine & Johnny Knoxville, Michael Beck & Olaf Heinz, Cradle of Filth                                                      | |
| 70.   | 5. November 2010   | Fettes Brot, Jennifer Ulrich & Dennis Gansel, Nina Queer                                                                          | |
| 71.   | 11. November 2010  | Mando Diao, Biggi Cayenne & Micaela Schäfer                                                                                       | Anschließend MTV Unplugged von Mando Diao                                                          |
| 72.   | 19. November 2010  | Edita Abdieski, Verena Maria Dittrich, Frida Gold                                                                                 | |
| 73.   | 26. November 2010  | Money Boy, Rainer Langhans, Rainer Dresen, Polarkreis 18                                                                          | |
| 74.   | 3. Dezember 2010   | Jimmy Pop, Jared Hasselhoff, Rick Kavanian & Mirco Nontschew                                                                      | |
| 75.   | 10. Dezember 2010  | Christian Ulmen, Katja Riemann, Monrose                                                                                           | |
| 76.   | 17. Dezember 2010  | Kai Ebel, Marcus Schenkenberg, Scala                                                                                              | |
| 77.   | 24. Dezember 2010  | Welf Haeger, Serdar Somuncu | Weihnachtssendung                                                                                  |
| 78.   | 31. Dezember 2010  | Beatsteaks, Simon Krätschmer, Daniel Budiman, Laserkraft 3D, Olli Schulz, Silbermond, Jürgen Milski                               | Silvestergala                                                                                      |
| 79.   | 7. Januar 2011     | Tom Gerhardt, Diana Amft, Laura Osswald und Farid (The next Uri Geller)                                                           | Zuschauer-Cribs                                                                                    |
| 80.   | 13. Januar 2011    | Jan Böhmermann & Klaas Heufer-Umlauf, Daniel Kreibich, Dolly Buster                                                               | |
| 81.   | 20. Januar 2011    | Juli, Helmut Werner | |
| 82.   | 27. Januar 2011    | Beatsteaks, Heinz Strunk, Good Charlotte                                                                                          | |
| 83.   | 3. Februar 2011    | Fernanda Brandão, Les Mads, William Fitzsimmons, …And You Will Know Us by the Trail of Dead                                       | |
| 84.   | 10. Februar 2011   | Bela B., Mark Benecke | |
| 85.   | 10. März 2011      | Glasvegas | Letzte Ausgabe der Sendung                                                                         |

Des Weiteren gab es acht Best-of-Sendungen.